# مبین (ریاضیات)

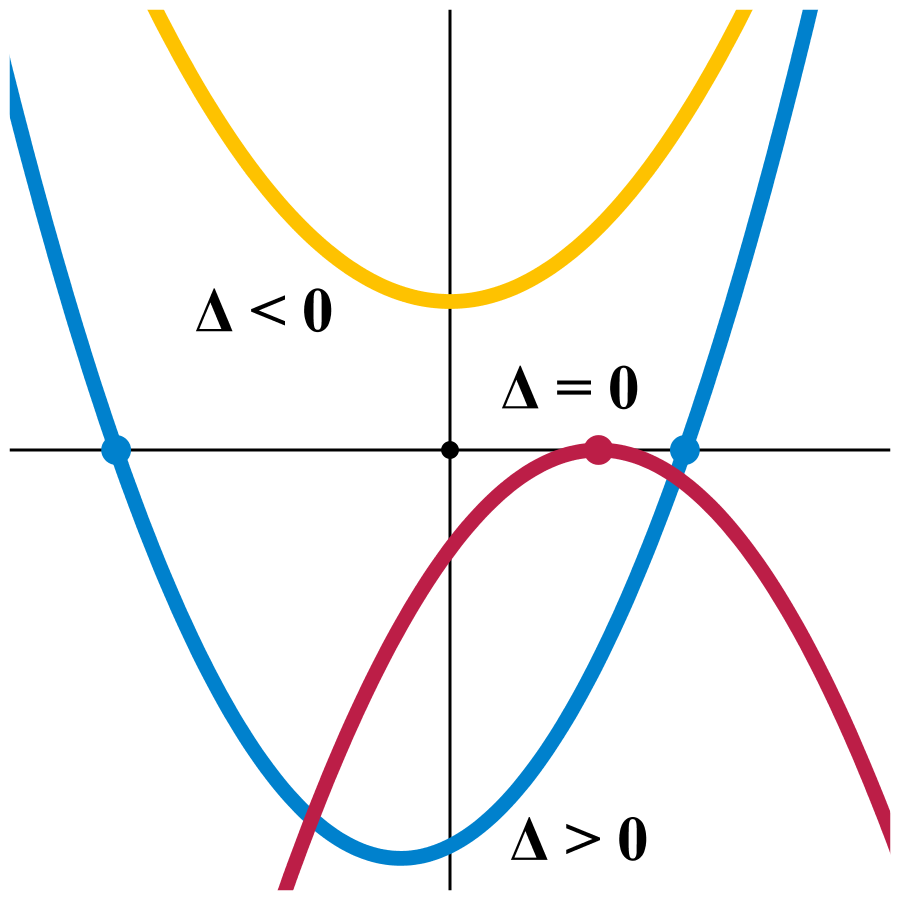
تصویر یک نمودار

در ریاضیات، مُبَیِّن (به انگلیسی: Discriminant) (یا ممیّز) یک چندجمله‌ای، کمیّتی است که به ضرایب وابسته بوده و خواص مختلف ریشه‌ها را تعیین می‌کند. این کمیّت، به صورت تابع چندجمله‌ای از ضرایب چندجمله‌ای اصلی تعریف می‌شود. مبین به‌طور گسترده در فاکتورگیری چندجمله‌ای‌ها، نظریه اعداد، و هندسه جبری به کار برده می‌شود. این کمیّت را اغلب با نماد {\displaystyle \Delta } نشان می‌هند.
مبیّن چندجمله‌ای مربعی {\displaystyle ax^{2}+bx+c} برای حالتی که {\displaystyle a\neq 0} باشد به صورت زیر است:
{\displaystyle \Delta =b^{2}-4ac,}